# Khakista
A Khakista sárgásmoszatok taxonja. Besorolása sokszor változott, például Riisberg et al. 2009-es tanulmánya a Diatomista taxon szinonimájaként helyezi el, más rendszertanokban a Hypogyrista:26 vagy a Phaeista többek közt a Diatomeae és Bolidophyceae csoportokat tartalmazó testvércsoportja.

## Történet
A kovamoszatokat 1933-ban leírta Pierre Dangeard. A Dictyochophyceae taxont 1980-ban írta le P. C. Silva, a Pelagophycidae csoportot Pelagophycidae osztályként 1993-ban R. A. Andersen és G. W. Saunders, a Bolidophyceae taxont 1999-ben L. Guillou és M.-J. Chrétiennot-Dinet írta le.
A Dictyochophyceae, Pelagophyceae, Bolidophyceae és Bacillariophyceae csoportokat tartalmazó taxon létét már 1995-től feltételezték ultraszerkezeti, SSU és LSU rRNS-adatok alapján.
Először Cavalier-Smith et al. írták le 2006-ban a Khakistát a kovamoszatok és a Bolidophyceae csoportjaként. Riisberg et al. 2009-ben az Ochrophytinát a Phaeistára és a Khakistára osztották, utóbbiba áthelyezve a Dictyochophyceae és Pelagophyceae taxonokat. Derelle et al. 2016-os tanulmánya e változatot megerősítette és érvényesítette. Így a Khakista sensu Riisberg et al. 2009 a Khakista sensu Cavalier-Smith 2006 és a Hypogyrista egyesítése.:6

## Morfológia
Kloroplasztisszal rendelkező fajai egyetlen kloroplasztiszát nevezik feoplasztisznak is. A többi gyakori sejtszervecske mellett lipidcseppjei is vannak, a mozgáshoz nyálkát választanak ki. Nagy külső felszínükön körkörös szilikátövek futnak, melyek a héjat epi- és hipotékára osztják. E plasztiiszok körül periplasztisz van, melyet a kloroplasztisz-endoplazmatikusretikulum vesz körül.:7
Fő morfológiai jellemzőjük, hogy nincs átmeneti hélixük, az Ochrophytina ősének feltehetően volt, tehát a Khakistában hiányzó átmeneti hélix annak elvesztésére utalhat. Ostorgyökerei nincsenek vagy vesztigiálisak.

## Életmód
Egyes kovamoszatfajok fotoszintetikusak, a nem fotoszintetikus kovamoszatok legalább 1 szekunder fotoszintézis-vesztéssel alakulhattak ki. A Bolidophyceae fotoszintetikus fajokból áll.

## Paraziták
A Pseudofungiba tartozó Pirsoniales rend kétostorú parazitákból áll, részeik egy sejten belüli trofoszóma és egy sejten kívüli auxoszóma. Egyetlen ismert családja a Pirsoniaceae. Fajai kovamoszat-ektoparaziták.

## Anyagcsere
A nitrogén-monoxid általi lipidfelhalmozás-szabályzás nem állandósult a Phaeista és a Khakista közt, a Phaeodactylum kovamoszat-nemzetségben jelen van, szemben a Phaeistába tartozó Nannochloropsisszal.

## Genetika
A kovamoszatok nad11 génjét mitokondriumuk kódolja, a sárgásmoszatok közt csak bennük ismert e gén. Külön találhatók meg egymástól az 5′- és 3′-rész, ami génkettéválási eseményre utalhat, mely egymástól 4-szer vagy 5-ször történt meg – egyszer az Eustigmatophyceae, egyszer a PX kládban, egyszer vagy kétszer a nem fotoszintetikus sárgásmoszatokban és egyszer a kovamoszatokban.
Burger és Nedelcu 2012-es tanulmányában a tatA jelenlétéről számoltak be a kovamoszatokban, de a gén részleteiről nem írtak. Ševčíková et al. 2016-os tanulmányukban leírták, hogy a tatA a mitogenomban van.
Kevés UGA stopkodonjuk van mtDNS-ükben, feltehetően transzlációvégi mechanizmusai reduktív evolúciója miatt.

## Filogenetika
Az Aureococcus anophagefferens és a Pseudochattonella farcimen fajokkal együtt való filogenetikai elemzés a Khakista monofíliáját 81–95%-ban alátámasztja Bachvaroff et al. tanulmánya szerint, ellentmondva Riisberg et al. 2009-es tanulmányának, ahol a kovamoszatok bazális sárgásmoszatcsoport voltak. Az Ochrophytina őse feltehetően a Khakista és a Phaeista közt található.
A Diatomeae és a Bolidophyceae testvércsoportok.
A kovamoszatok (Bacillariophyta) génjei kevesebb mint 60%-a közös, két korábbi csoportjuk, a Centrales és a Pennales 90 millió évvel ezelőtt váltak el.

## Taxonómia

### Kovamoszatok
A kovamoszatok tartalmazzák a legtöbb – több mint 200 000 – fajt az Ochrophytina osztályai közt. Korábbi rendszertanok 2 csoportba (Centrales, Pennales) sorolták.

### Bolidophyceae
A Bolidophyceae egyetlen ismert tagja a Parmales, ahová 2 taxon (Parmaceae, Triparmaceae) tartozik, kevesebb mint 20 ismert fajjal.

### Dictyochophyceae
A Dictyochophyceae 9 ismert családból áll fotoszintetikus fajokkal.
A Dictyochophyceae tagja a Pelagophycidae is, mely korábban Pelagophyceae néven osztály volt.

## Fosszíliák
Jól fosszilizálódnak szilikáthéjuk miatt.
Egyes fajai külső vázai akár 80%-ban is szilícium-dioxidból állhatnak.